# Stefania Jarkowska
Stefania Jarkowska właśc. Stefania Kosmaczewska (ur. 2 września 1898, zm. 16 marca 1959 w Warszawie) – polska aktorka teatralna i radiowa.

## Życiorys
Córka Wacława i Felicji Jarkowskich, bratanica Marii Jarkowskiej, w dokumentach podawała jako dzień urodzenia 2 września 1909, która była nieprawdziwa. W 1919 ukończyła szkołę dramatyczną, rok później otrzymała angaż i zadebiutowała w Teatrze Miejskim w Łodzi. Występowała tam przez osiem sezonów z przerwami na występy gościnne m.in. w Teatrze im. Wojciecha Bogusławskiego w Warszawie w 1922 i w warszawskim Teatrze Małym w 1927. W sezonie 1928/1929 gościła na scenie Teatrów Miejskich we Lwowie, a następnie przeprowadziła się do Warszawy. Przez trzy sezony występowała w Teatrze Polskim i Małym, w sezonie 1932/1933 grała na scenie Teatru Artystów i Morskie Oko. W następnym sezonie grała w Teatrze Narodowym i Letnim, a od 1934 przez dwa sezony na scenach Towarzystwa Krzewienia Kultury Teatralnej. W międzyczasie w 1930 i 1932 powracała gościnnie na sceny łódzkie, oraz w 1932 do Lwowa. Od 1936 chorowała i przebywała na kuracji za granicą, w 1938 powróciła na scenę Teatru Polskiego. Podczas II wojny światowej nie występowała. Od 1946 była związana z zespołem warszawskich Miejskich Teatrów Dramatycznych, a od 1948 z Ludowym Teatrem Muzycznym. Gościnnie grała na scenach Częstochowy i Olsztyna. W sezonie 1950/1951 występowała w Teatrze Dzieci Warszawy. Od 1951 grała na scenie Teatru Nowej Warszawy, późniejszym Teatrze Młodej Warszawy. 8 grudnia 1951 poślubiła Stanisława Kosmaczewskiego. W 1957 weszła w skład zespołu Teatru Klasycznego, ale zły tan zdrowia uniemożliwił jej występy. Epizodycznie występowała w Radiowym Teatrzyku Eterek.
Spoczywa na cmentarzu Powązkowskim w Warszawie (kwatera 153-3-29).

## Ordery i odznaczenia
- Złoty Krzyż Zasługi (11 lipca 1955)[4]
- Medal 10-lecia Polski Ludowej (22 lipca 1955)[5]